# نزالة العظم
نزالة العظم هي بلدة مغربية ومركز جماعة نزالة العظم القروية التابعة لإقليم الرحامنة ضمن جهة مراكش آسفي.تقع بجانب القاعدة العسكرية وتعدو أكبر قاعدة عسكرية في إفريقيا بلغ عدد سكانها سنة 2014 حوالي 14,838 نسمة يعيشون في 2,221 أسرة.

## إحصاء عام
| السنة | عدد السكان | عدد الأسر | عدد الأجانب |
| ----- | ---------- | --------- | ----------- |
| 1994  | 11867      | 1579      | °°°°        |
| 2004  | 14651      | 1902      | 2           |